# ارباب فلتبوش
ارباب فلتبوش (انگلیسی: The Lords of Flatbush) فیلمی در ژانر کمدی به کارگردانی مارتین دیویدسون است که در سال ۱۹۷۴ منتشر شد. از بازیگران آن می‌توان به پری کینگ، سیلوستر استالونه، هنری وینکلر و سوزان بلکلی اشاره کرد.